# Giuseppe Giusto Scaligero
Joseph Justus Scaliger, italianizzato in Giuseppe Giusto Scaligero (Agen, 5 agosto 1540 – Leida, 21 gennaio 1609), è stato uno storico, scrittore e umanista francese di origine italiana, inventore del giorno giuliano.

## Infanzia
Giuseppe Scaligero nacque ad Agen, decimo figlio del celebre umanista italiano Giulio Cesare Scaligero e Andiette de Roques Lobejac. Quando aveva dodici anni, fu mandato con due dei suoi fratelli più piccoli, al College di Guienne a Bordeaux, che allora era sotto la direzione di Jean Gelida. Un'epidemia di peste, nel 1555, li costrinse a far ritorno a casa e, per molti anni, Giuseppe sarebbe stato il compagno di studi ed amanuense del padre.
Uno dei piaceri maggiori di Giulio Cesare Scaligero, nella sua tarda età, era la composizione di versi latini. Giorno dopo giorno, il padre dettava al giovane Giuseppe fra ottanta e cento versi, alcune volte persino di più. Inoltre a Giuseppe era richiesto, ogni giorno, la composizione di un tema in latino o una declamazione, mentre altri ambiti della sua formazione erano lasciati più a suo arbitrio. Dal padre, il giovane Scaligero apprese non solo ad essere uno studioso, ma anche un acuto osservatore, più attento all'analisi dei dati e del contesto storico o, soprattutto, alla correzione dei testi.

## Università e viaggi in Europa
Dopo la morte di suo padre, Scaligero trascorse quattro anni all'Università di Parigi, dove iniziò lo studio del greco sotto la guida di Adrianus Turnebus. Ma dopo due soli mesi, comprese di non poter trarre beneficio dalle lezioni del più grande grecista del suo tempo. Lesse Omero in ventuno giorni e poi si dedicò allo studio dei restanti poeti, oratori e storici greci, costruendo da solo una grammatica personale. Dal greco, poi, su consiglio di Guillaume Postel, si dedicò all'ebraico e all'arabo, e di entrambe le lingue acquisì un'ottima conoscenza.
Il suo maestro più importante al tempo fu Jean Dorat, noto non solo per la sua erudizione, ma soprattutto per l'entusiasmo che era in grado di trasmettere. Nel 1563, costui raccomandò lo Scaligero a Louis de Chastaigner, il giovane signore di La Roche-Posay, come compagno nei suoi viaggi: fu un evento centrale nella biografia dello Scaligero. Ne nacque subito una forte amicizia, che rimase inalterata fino alla morte di Louis, nel 1595. Con lui, lo Scaligero si recò in un primo momento a Roma, dove trovarono Marc-Antoine Muret, che, mentre viveva a Bordeaux e a Tolosa, era stato spesso ad Agen ospite gradito del padre di Giuseppe, Giulio Cesare. Muret riconobbe da subito il talento dello Scaligero e lo introdusse presso numerose personalità di spicco.
Dopo aver visitato larga parte dell'Italia, Giuseppe Scaligero e Louis de Chastaigner si diressero in Inghilterra e Scozia. Lo Scaligero ebbe un'impressione sfavorevole degli Inglesi, in particolar modo del trattamento freddo e inospitale nei confronti degli stranieri. Ciò che lo colpì negativamente fu anche aver trovato pochi manoscritti greci e pochi dotti. Ci volle tempo prima che, grazie all'amicizia con Richard Thomson ed altri inglesi, quest'opinione negativa potesse stemperarsi. Nel corso dei suoi viaggi, Scaligero si convertì al protestantesimo.

## Tra Francia e Ginevra
Dopo il suo ritorno in Francia, Scaligero trascorse tre anni con i Chastaigner, accompagnandoli nei loro châteaux di Poitou, anche in conseguenza della guerra civile che si stava avvicinando. Nel 1570, egli accettò l'invito di Jacques Cujas, e si recò a Valence a studiare diritto con il più grande giurista vivente. Qui rimase per tre anni, usufruendo non soltanto delle lezioni, ma della stessa biblioteca privata di Cujas, che occupava più di sette stanze e comprendeva 5000 manoscritti.
La notte di San Bartolomeo, che avvenne quando Scaligero stava per accompagnare il vescovo di Valence in una ambasceria in Polonia, lo costrinse a fuggire, assieme ad altri Ugonotti, a Ginevra, dove fu eletto professore nell'Accademia. Scaligero tenne lezioni sull'Organon di Aristotele e sul De Finibus di Cicerone, con grande soddisfazione degli studenti, ma senza grande ammirazione nei suoi confronti. Lo Scaligero odiava tenere lezioni, ed era profondamente infastidito dai predicatori; nel 1574 fece ritorno in Francia, prendendo casa di nuovo presso i Chastaigner, dove avrebbe trascorso i successivi vent'anni.
Della sua vita in questo periodo, possediamo interessanti notizie dalle "Lettre françaises inédites de Joseph Scaliger", pubblicate da Tamizey de Larroque ad Agen nel 1881. Spostandosi continuamente tra Poitou e Limousin, come era necessario per la guerra civile, talvolta Scaligero faceva il turno di guardia e, almeno in un'occasione, scagliò una lancia nel corso di una spedizione contro i soldati della Lega. Senza alcun accesso a librerie, spesso separato dai suoi stessi libri, la sua vita durante questo periodo non fu feconda per i suoi studi. Tuttavia possedeva ciò che pochi studiosi contemporanei avevano, vale a dire agio economico e libertà.

## Studi accademici

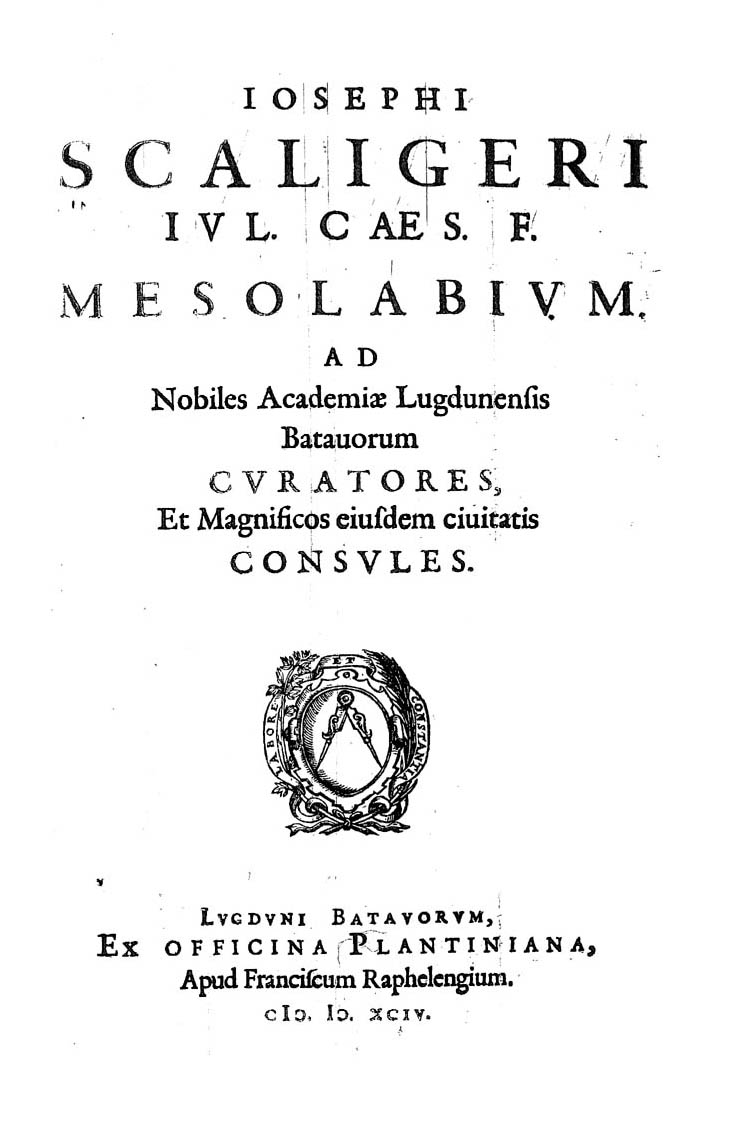
Mesolabium, 1594

Fu in questo periodo che Scaligero compose e pubblicò molti dei suoi studi. A questi anni risalgono le edizioni dei "Catalecta" (1575), di Sesto Pompeo Festo (1575), di Catullo, Tibullo e Properzio (tutte del 1577), lavori che dimostrano la volontà dello studioso di comprendere in profondità il significato e la forza degli autori in questione. Scaligero fu il primo ad applicare, nell'arte dell'emendazione e della critica, regole solide, e a trasformare la critica testuale da una serie di pure congetture in una "procedura razionale soggetta a regole fisse" (Pattison).
Ma questi lavori, pur assicurando a Scaligero un posto di riguardo tra i contemporanei come filologo e latinista, non andarono molto al di là della semplice erudizione. Bisognerà attendere la sua edizione di Manilio (1579) e del suo De emendatione temporum (1583), che avrebbe rivoluzionato la visione tradizionale della cronologia antica, per mostrare come la sua concezione della storia antica non si limiti soltanto al mondo greco e latino, ma spaziasse a quello persiano, babilonese, egiziano, e, assolutamente trascurato al suo tempo, quello ebraico. Scaligero fu il primo a cercare di istituire una comparazione critica rigorosa tra ciascuno di questi sistemi cronologici. Ciò contribuì alla sua fama e a distinguere il suo lavoro da quello non solo degli studiosi contemporanei, ma anche precedenti. Tuttavia questi meriti non gli furono riconosciuti, se non molto tempo dopo la sua morte; nel suo tempo, fu soprattutto apprezzata la sua abilità di emendare i testi antichi e in particolare la sua conoscenza della lingua greca. Il suo commento a Manilio è un vero e proprio trattato di storia dell'astronomia antica, e forma una sorta di introduzione al suo De ementatione temporum; in questo testo, Scaligero investiga gli antichi sistemi di individuazione delle epoche, i calendari e il calcolo del tempo. Applicando i risultati di Niccolò Copernico e altri scienziati moderni, Scaligero rivelò i presupposti teorici che stavano dietro questi sistemi.
Nei restanti ventiquattro anni della sua vita, Scaligero si dedicò all'approfondimento del suo lavoro riguardo al De emendatione. Egli riuscì a ricostruire le perdute Cronache di Eusebio di Cesarea, uno dei più importanti documenti antichi riguardo alla cronologia antica. Questo testo fu poi stampato nel 1606 nel suo Thesaurus temporum in cui lui raccolse, restaurò e organizzò tutto il materiale cronologico del mondo greco e latino sopravvissuto. Tra i materiali raccolti nel volume da Scaligero vi era anche l'editio princeps dei fragmenti greci del Libro di Enoch contenuti nell'opera dello storico bizantino Giorgio Sincello (IX sec.). Fino agli inizi dell'Ottocento (con la pubblicazione della versione etiopica) sarà questa l'unica evidenza letteraria disponibile in Occidente del "perduto" testo apocrifo.

## Paesi Bassi
Quando nel 1590, Giusto Lipsio si ritirò dall'Università di Leiden, l'università e i suoi protettori, gli Stati Generali della Repubblica delle Sette Province e il principe di Orange decisero di assegnare la sua cattedra allo Scaligero. Lui rifiutò, in virtù del già citato odio per l'insegnamento. C'erano alcuni tra i suoi amici che credevano erroneamente che gli studi sarebbero rifioriti con le vittorie di Enrico IV e che, finalmente, il protestantesimo non avrebbe più avuto barriere per il suo sviluppo. L'invito fu rinnovato nel modo più lusinghiero l'anno seguente: in esso si sottolineava come l'Università non richiedeva dallo Scaligero di tenere lezioni, ma che avrebbe soltanto desiderato la sua presenza e che lui avrebbe potuto disporre a piacere del suo tempo. Scaligero accettò parzialmente quest'offerta. A metà del 1593, Scaligero partì per i Paesi Bassi, dove avrebbe trascorso i restanti 13 anni della sua vita, senza mai più tornare in Francia. La sua accoglienza a Leida fu la migliore che avrebbe potuto sperare: riceveva una paga considerevole, ed era trattato con il massimo riguardo. Fu riconosciuto il suo titolo di Principe di Verona (un tema molto sentito dalla famiglia degli Scaligeri). Visto che Leiden si trovava a metà strada tra L'Aia ed Amsterdam, Scaligero aveva la possibilità di accedere, al di là della cerchia dei dotti di Leiden, a tutti i vantaggi dell'alta società di queste due capitali. Scaligero, come amava sostenere, non era infatti un eremita sepolto tra i libri: amava le relazioni sociali ed era un grande raconteur.
Durante i primi sette anni di residenza a Leiden, la sua reputazione fu delle migliori. Il suo giudizio letterario era indiscutibile. Dal suo "trono" di Leiden, Giuseppe dominava il mondo delle lettere: una sua parola era in grado di favorire e danneggiare irreparabilmente una reputazione nascente, ed era circondato da giovani assetati di ascoltare e trarre profitto dalla sua conversazione. Fu Scaligero a incoraggiare Grozio, quando aveva solo sedici anni, a fare un'edizione di Marziano Capella. Alla morte precoce di Douza, pianse come a quella di un figlio amato. Daniel Heinsius, suo allievo prediletto, divenne ben presto il suo amico più stretto.
Allo stesso tempo, Scaligero si era procurato numerosi nemici. Detestava l'ignoranza, ma ciò che detestava ancora più erano gli uomini che, lungi dall'essere dotti, possedevano una cultura imprecisa, disonesti tanto nelle discussioni quanto nel citare. Grande amante dell'onestà intellettuale e dell'esattezza di pensiero, non aveva alcuna tolleranza per le argomentazioni false e il travisamento dei dati, tipico in coloro che scrivevano per supportare una teoria o difendere una causa debole. Il suo sarcasmo pungente ben presto raggiungeva le orecchie delle persone che ne cadevano vittima, e la sua penna non era meno amara della sua lingua. Era ben consapevole del suo potere, e non fu mai né cauto né abbastanza tenero nell'usarlo. Non sempre ebbe ragione: si fidava ciecamente della sua memoria, che talvolta era traditrice. Le sue emendazioni, anche se spesso sono di valore, talvolta erano vere assurdità. Nel gettare le fondamenta della nuova scienza cronologica, spesso si basò su ipotesi prive di fondamento o azzardate, frutto spesso di intuizioni non precise dei fatti. Spesso fraintese l'astronomia degli antichi e talora anche quella di Copernico e di Tycho Brahe, viste le sue deboli conoscenze matematiche.

## Il contrasto con i gesuiti
I suoi unici nemici non furono soltanto gli studiosi di cui Scaligero aveva segnalato gli errori, o coloro che aveva esacerbato con l'ostilità del suo linguaggio. I risultati del suo metodo di critica storica del testo, minacciava tanto gli specialisti cattolici di controversiae, quanto i documenti da cui essi traevano la loro autorità. I gesuiti, che aspiravano ad una sorta di "monopolio" dell'attività critica e scientifica, videro in Scaligero una vera e propria minaccia contro le loro aspirazioni. Muret, nella seconda parte della sua vita, professò una severa ortodossia; Giusto Lipsio si era da poco riconciliato con la Chiesa di Roma; Isaac Casaubon era in sospetto di eresia; ma ormai Scaligero era apertamente protestante e, finché la sua supremazia intellettuale non fu messa in discussione, i Protestanti ebbero un innegabile vantaggio negli studi. I suoi nemici, nell'impossibilità di attaccare teoricamente le basi della sua ars critica e delle sue affermazioni, tentarono comunque di attaccarlo sul piano personale per rovinare la sua reputazione. Non fu un compito facile, per la sua ferrea moralità.

### Il sistema di datazione del "giorno giuliano"
Introdusse il giorno giuliano partendo dalla considerazione che per la soluzione di molti problemi di astronomia è necessario determinare quanto tempo sia intercorso tra due date di osservazione del medesimo fenomeno. Egli scelse una “data zero” lontana nel passato (il mezzogiorno a Greenwich del 1º gennaio del 4713 a.C.), in modo che tutte le osservazioni di cui esiste testimonianza avessero una data positiva.

## Opere

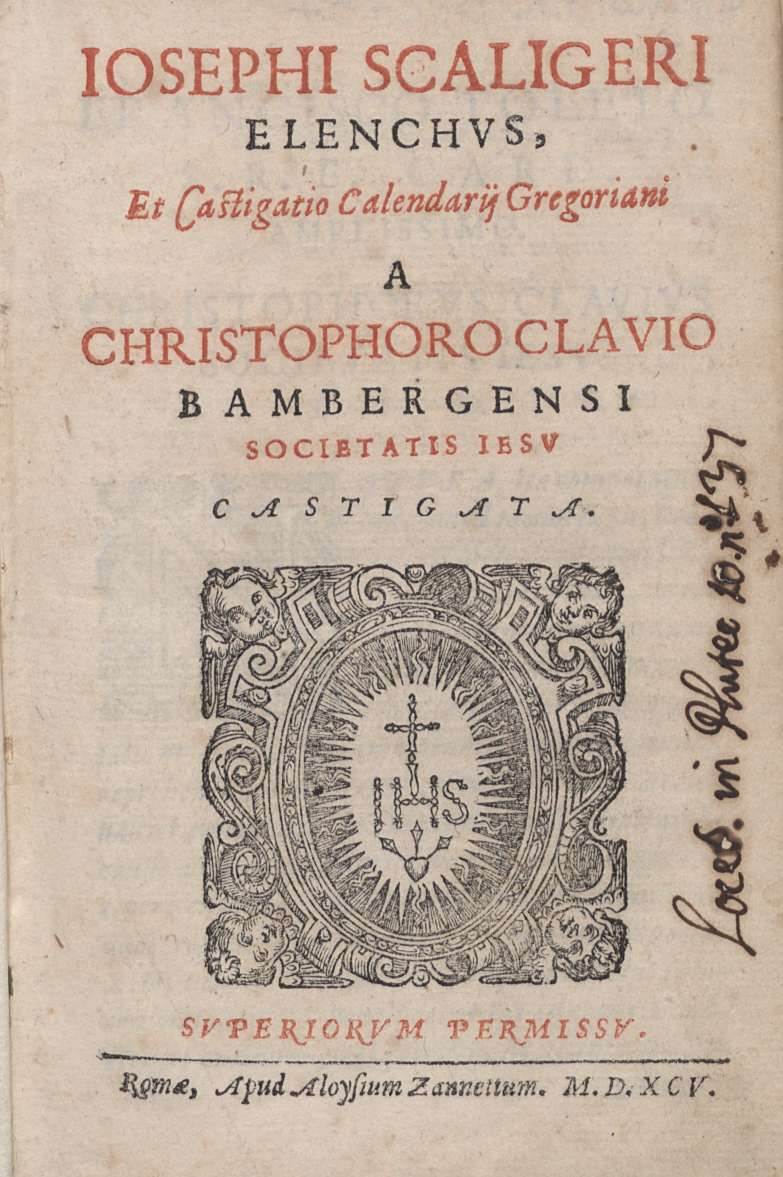
Elenchus et Castigatio calendarij Gregoriani, 1595

- (LA) Joseph Juste Scaliger, Cyclometrica elementa duo, Lugduni Batauorum, Officina Plantiniana Antwerpen, Franciscus Raphelengius, 1594. URL consultato il 13 giugno 2015.
- (LA) Joseph Juste Scaliger, Mesolabium, Lugduni Batauorum, Officina Plantiniana Antwerpen, Franciscus Raphelengius, 1594. URL consultato il 13 giugno 2015.
- (LA) Joseph Juste Scaliger, Iosephi Scaligeri Elenchus et Castigatio calendarij Gregoriani, Romae, Luigi Zanetti, 1595. URL consultato il 13 giugno 2015.